# Алексий (Опоцкий)
Архиепископ Алексий (в миру Алексей Алексеевич Опоцкий; 12 (24) декабря 1837, Опочка, Псковская губерния — 21 декабря 1914 (3 января 1915), Москва) — епископ Русской православной церкви, архиепископ Тверской и Кашинский.
Младший брат епископа Анастасия (Опоцкого).

## Биография
Родился 12 декабря 1837 года в уездном городе Опочке в семье протоиерея Псковской епархии.
Окончил Псковскую духовную семинарию. В 1863 году окончил Санкт-Петербургскую духовную академию.
14 мая 1864 года определён в Виленское духовное училище преподавателем Священной и русской истории, а также латинского языка. 21 июля того же года назначен инспектором училища.
С 2 ноября 1865 года по 5 мая 1870 года, по приглашению попечителя Виленского учебного округа, безвозмездно трудился на должности законоучителя Виленской казенной женской школе.
Прослужив два года в качестве инспектора, уволился из училища и подал прошение о поступлении в Литовское епархиальное ведомство — священнослужителем.
2 февраля 1866 года епископом Ковенским Александром (Добрыниным) был рукоположен в сан священника с назначением в штат в Виленской Свято-Никольской церкви.
С 1866 по 1867 год он был законоучителем в частной школе, а с 1867 по 1871 год — в женской гимназии.
6 октября 1867 года, по единогласному избранию преподавателями, вновь стал членом Правления Виленского духовного училища и в этой должности состоял до 1871 года.
8 декабря 1867 года за усердно-похвальную службу был награждён набедренником.
В 1868—1869 годы по приглашению начальника местной 27-й артиллерийской бригады безвозмездно в течение преподавал Закон Божий нижним чинам одной из батарей этой бригады.
20 апреля 1870 года назначен членом Литовской духовной консистории.
4 сентября 1871 года назначен настоятелем Гродненского Софийского собора. Одновременно назначен законоучителем Гродненской классической гимназии, а также членом Совета местной Дирекции народных училищ, от Духовного ведомства. 10 октября того же епископом Брестским Евгением (Шерешиловым) года возведён в сан протоиерея.
31 мая 1872 года за отлично-усердную службу был награждён фиолетовой скуфьёй.
Назначен членом Комитета по постройке Гродненского Архиерейского дома.
14 февраля 1872 года Указом Святейшего Синода официально утверждён в звании кандидата богословия за сочинение: «Откровенное учение о Промысле сравнительно с новейшими теориями о мирохранении и мироправлении».
23 августа 1875 года указом Литовской духовной консистории был назначен также членом губернского церковно-строительного Присутствия, которое ведало всеми постройками Гродненской губернии по Духовному ведомству.
С 22 декабря 1891 года — ректор Литовской духовной семинарии.
Овдовел. 16 января 1892 года назначен настоятелем Виленского Свято-Троицкого монастыря. 25 января 1892 года пострижен в монашество с именем Алексий. 26 января возведён в сан архимандрита.
30 июня 1893 года определением Святейшего Синода вызван в столицу для исполнения чреды священнослужения и проповеди Слова Божия в Исаакиевском соборе.
30 сентября 1893 года определён быть епископом Балахнинским, викарием Нижегородской епархии.
В ноябре 1893 года состоялось наречение во епископа, а 10 апреля 1894 года хиротонисан во епископа Балахнинского, викария Нижегородской епархии. Традиционно для викария, он возглавил Епархиальный училищный совет.
10 августа 1896 года — епископ Вятский и Слободский.
Содействовал почитанию святого блаженного Прокопия Вятского. 21 мая (3 июня) 1897 года после литургии в селе Бобино был совершён крестный ход в деревню Митино, на родину блаженного. 17/30 сентября 1898 года епископ Алексий освятил первый на Вятской земле храм, посвященный блаженному Прокопию. Приезжавший через несколько лет в Вятку святой праведный Иоанн Кронштадтский, увидев портрет владыки, тепло отозвался о нём: «Мой знакомый, добрый симпатичный епископ».
С 10 ноября 1901 года — Экзарх Грузии, архиепископ Карталинский и Кахетинский со званием члена Святейшего Синода.
В том же году избран Советом Казанской духовной академии почетным её членом.
Служивший под его началом в Тифлисе священномученик Иоанн Восторгов писал впоследствии о епископе Алексии: "На всех местах своего служения он оставил по себе самую светлую память и великое множество искренно любящих его друзей и горячих почитателей среди духовенства и мирян. Это была редкая душа, жившая полнотою горящей любви к Богу, к Церкви и к людям. Это была, – да будет дано дерзновение сказать это слово, – душа святая. Вера его религиозная, заполнившая все его существо, светилась в его взоре, горела в его слове, сказывалась в каждом его действии, во всех отношениях к людям".
С 1 июля 1905 года — архиепископ Тверской и Кашинский.
По его инициативе собирались подписи для ходатайства об открытии мощей Анны Кашинской. В 1908 году император Николай II дал согласие восстановление ее церковного почитания. 11 апреля 1909 года Святейший Синод установил празднование святой Анны 12 июня — в честь перенесения ее мощей. В этот день в Кашине были совершены многолюдные торжества, на которых присутствовала великая княгиня Елизавета Фёдоровна. По сообщению «Самарских епархиальных ведомостей», епископ Алексий прислал частицу нетленных мощей Анны Кашинской в дар епископу Самарскому Симеону.
29 января 1910 года согласно прошению, по болезни, он был уволен на покой, но с оставлением в звании члена Святейшего Синода и возложением обязанностей члена Московской Синодальной Конторы сверх штата. 8 февраля в Тверском кафедральном соборе состоялась его прощальная литургия.
Неоднократно настойчиво высказывался за необходимость созыва Поместного собора.
Был настоятелем Донского монастыря в Москве. По его инициативе в 1914 году на новом кладбище Донского монастыря была освящена церковь во имя преподобного Серафима Саровского и преподобной благоверной Анны Кашинской.
Проживая в Донском монастыре, совершал богослужения не только в храмах обители, но и во все воскресные и праздничные дни в Успенском соборе Московского Кремля, храме Христа Спасителя, других храмах города. Всегда ровное, спокойное проникнутое глубоким молитвенным настроением его богослужение привлекало много молящихся; ему часто и много писали, просили его молитв и помощи, и письма никогда не оставалось без ответа. Из общественных учреждений чаще других бывал в Императорском Московском Археологическом институте, где совершал молебны во все торжественные и юбилейные дни. Имел большую собственную библиотеку, и все свободное время проводил в чтении и размышлении. Все современное положение в мире до последних дней живо интересовало его, а Мировая война, начавшаяся в 1914 году, захватила все его внимание, так что и скончался он в комнате, наполненной по стенам картами военных событий.
Умер 20 декабря 1914 года: "До последнего времени сохранял бодрость и здоровье, и только в последние два месяца, видимо, стал изнемогать под бременем неожиданно и быстро развившейся болезни – внутренней злокачественной опухоли... ничто не могло поколебать и нарушить великого мира его души, его веры, крепости, любви и смирения, этих неизменных спутников его духовной жизни. Тихо он служил, тихо работал, – а работал много и долго, не покладая рук, тихо любил, тихо страдал этот цельный, чистый, хороший русский человек, и тихо скончался, благословивши всех окружающих близких, вспомнив о всех отсутствующих родных, которым помогал всегда в великой скромности и молчании, тихо выслушал отходные и последние покаянные молитвы, взял свечу в руки, приял крест, облобызал, и тихо отошел к Богу, Которому служил столько лет в простоте крепкого и непорочного сердца".
Погребён в малом Богородичном соборе Донского монастыря.